# Matti Rönkä
Matti Rönka (født 9. september 1959) er en finsk forfatter, der vandt litteraturprisen Glasnøglen i 2007 for kriminalromanen Ystavat kaukana (på dansk: Venner langt væk).
Rönkä har en kandidatgrad i statskundskab fra Helsinki Universitet. Han er uddannet journalist og har arbejdet som nyhedsoplæser på Yleisradio.